# Абдул-Азиз ибн Турки Аль Сауд
Абду́л-Ази́з ибн Турки́ Аль Сау́д (араб. عبد العزيز بن تركي آل سعود‎; род. 4 июня 1983, Эр-Рияд) — саудовский принц, спортивный функционер и государственный деятель, в прошлом автогонщик. Председатель Олимпийского комитета Саудовской Аравии (с 2019 года), министр спорта Саудовской Аравии (с 2020 года).

## Биография

### Происхождение и образование
Принц Абдул-Азиз ибн Турки Аль Сауд родился 4 июня 1983 года в семье принца Турки ибн Фейсала Аль Сауда и его супруги, принцессы Нуф бинт Фахд бин Халид Аль Сауд. По линии отца он является одним из внуков короля Фейсала ибн Абдул-Азиза, который правил страной в 1964—1975 годах.
Принц Абдул-Азиз ибн Турки получил начальное образование на родине, окончив школу короля Фейсала. Затем он поступил в Университет короля Сауда, который закончил в 2003 году, получив степень бакалавра в области политологии. Получив образование в Саудовской Аравии, принц Абдул-Азиз ибн Турки отправился в Великобританию, где поступил в Лондонский университет, по окончании которого получил дополнительную учёную степень.
С 2006 по 2010 год принц Абдул-Азиз ибн Турки учился в Колледже делового администрирования, где изучал маркетинг.

### Спортивная карьера
Принц Абдул-Азиз ибн Турки научился водить машину в возрасте 9 лет, когда его отец разрешил ему сесть за руль серого Nissan Patrol, на котором он разъезжал по песку на ферме своего дяди.
В 2005 году принц Абдул-Азиз ибн Турки окончил школу Формулы BMW в Бахрейне.
Принц Абдул-Азиз ибн Турки Аль Сауд является бывшим автогонщиком, он участвовал и побеждал во многих гоночных соревнованиях, среди которых был чемпионат Cup Challenge Middle East на автомобилях Porsche 911 GT3, на котором он побеждал в 2010 году и в 2012 году, а в 2011 году он занял итоговое второе место.
Принц Абдул-Азиз ибн Турки Аль Сауд являлся единственным гонщиком-арабом, выступавшим в чемпионате ADAC GT Masters, где на одном из этапов 11 июня 2012 года показал лучший результат в карьере; по итогам заезда он финишировал на 3-м месте из 44-х участников того заезда.
Помимо этого, он 6 раз с 2011 по 2017 год участвовал в гонке класса 24 часа Ле-Мана.
В 2015 году принц Абдул-Азиз ибн Турки в составе экипажа команды Black Falcon 2 стал победителем общего зачета в гонке 24 часа Дубая на автомобиле Mercedes-Benz SLS AMG Спустя три года, в 2018 году принц Абдул-Азиз ибн Турки в составе экипажа команды Black Falcon стал победителем общего зачета в гонке 24 часа Дубая на автомобиле Mercedes-AMG GT.

### Карьера спортивного функционера
В феврале 2019 года принц Абдул-Азиз ибн Турки Аль Сауд был назначен председателем Олимпийского комитета Саудовской Аравии, помимо этого он возглавляет Спортивную федерацию исламской солидарности и Союз арабских футбольных ассоциаций.
25 февраля 2020 года король Салман ибн Абдул-Азиз подписал указ о назначении принца Абдул-Азиза ибн Турки министром спорта Саудовской Аравии.
Принц Абдул-Азиз ибн Турки является председателем оргкомитета «Эр-Рияд 2034», после того, как Эр-Рияд получил право на проведение в стране Азиатских игр 2034 года. В декабре 2023 года рассказал о перспективах и выступил в защиту проведения чемпионата мира 2034 года по футболу, который должна принять Саудовская Аравия.